# Anton Melzer (Politiker)
Anton Melzer (* 6. März 1898 in Wilten, Österreich-Ungarn; † 12. März 1951) war ein österreichischer Politiker und von 1945 bis 1951 Bürgermeister von Innsbruck.

## Leben und Wirken
Anton Melzer wurde am 6. März 1898 als Sohn des Tapezierers Anton Melzer senior und dessen Ehefrau Josefine (geborene Martin) in Wilten, heute ein Stadtteil von Innsbruck, geboren. Seinen Kriegsdienst leistete er im Ersten Weltkrieg unter anderem an der Isonzofront, an der er im Jahre 1916 den linken Arm verlor. In weiterer Folge besuchte er das Vinzentinum in Brixen und trat daraufhin in eine Beamtenlaufbahn ein. Zuerst war der Kriegsinvalide am Invalidenamt und später im Landesschulrat aktiv. 1935 trat er schließlich in den Innsbrucker Gemeinderat ein, verlor das Amt jedoch nach dem Anschluss Österreichs.
Nachdem er im Jahre 1943 von der Gestapo inhaftiert wurde, kam er erst am Ende des Zweiten Weltkriegs frei. Bis zu diesem Zeitpunkt wurde er im Lager Reichenau festgehalten und war zum Tode verurteilt worden. Nach der Befreiung durch die Amerikaner wurde gefragt, wer von den anwesenden Politikern zum Tode verurteilt worden war, woraufhin sich Melzer meldete. Daraufhin übernahm der damals 47-Jährige provisorisch das Amt des Bürgermeisters; Franz Greiter wurde als Vizebürgermeister gestellt. Zwischen 1946 und 1948 diente Ludwig Steiner als sein Sekretär, ehe dieser in den diplomatischen Dienst eintrat. 
In weiterer Folge blieb Melzer über zwei Perioden im Amt und starb in seiner zweiten Amtszeit – wenige Tage nach seinem 53. Geburtstag – am 12. März 1951 an Erschöpfung. Franz Greiter, immer noch Vizebürgermeister, stieg daraufhin zum Bürgermeister der Stadt Innsbruck auf und blieb bis zum 11. Dezember 1956 in diesem Amt. Des Weiteren agierte Melzer unter der Landesregierung Weißgatterer I als Abgeordneter zum Tiroler Landtag der I. Gesetzgebungsperiode (11. Dezember 1945 bis 25. Oktober 1949) und danach unter der Landesregierung Weißgatterer II als Abgeordneter zum Tiroler Landtag der II. Gesetzgebungsperiode. Als am 27. Februar 1951 die Landesregierung Grauß I nachfolgte, gehörte Melzer nicht mehr dem Tiroler Landtag an; wenige Tage später verstarb er.
Der tief religiöse Melzer war Vater von acht Kindern, trug den Ehrentitel Hofrat und war zudem ein führendes Mitglied des österreichischen Städtebundes. In seinem Geburtsort Innsbruck-Wilten ist heute die Anton-Melzer-Straße ⊙ nach ihm benannt.